# نیژنی گیدوک
نیژنی گیدوک (به لاتین: Nizhniy Gyaduk) یک منطقه مسکونی در جمهوری آذربایجان است که در شهرستان لریک واقع شده‌است.